# Старокрымское кладбище
Городское кладбище Старого Крыма. Расположено у трассы Симферополь — Керчь на холме Кузгун-Бурун (предгорье массива Агармыш). Известно, прежде всего, как место упокоения русского писателя-романтика Александра Грина (1880—1932).

## Могила Грина

Могила Грина. Старое фото.

Время возникновения кладбища неизвестно, на одном из секторов кладбища при копке могил нашли надгробные плиты с надписями на греческом языке.
9 июля 1932 года, на следующий день после смерти, на кладбище похоронили Александра Грина. Место для могилы выбирала вдова писателя Нина Грин: 

«На кладбище — пустом и заброшенном — выбрала место. С него была видна золотая чаша феодосийских берегов, полная голубизны моря, так нежно любимого Александром Степановичем»
У могилы писателя по его завещанию посадили маленький отросток алычи из-под окон его дома. Посетивший могилу в 1930-х годах Константин. Паустовский писал, что эта могила «такая же каменистая и заросшая колючками, как и все остальные»
В 1944 году рядом с Грином была похоронена мать жены писателя, Ольга Алексеевна Миронова. В годы отсутствия в Старом Крыму Н. Н. Грин (середина 1940-х — середина 1950-х), лишенная ухода могила находилась в страшном небрежении, надгробная плита была разбита, ограда сломана. Оказавшаяся в этих местах ещё ребёнком Н. Холендро впоследствии вспоминала:

 «Кладбище находилось на возвышении, похожем на невысокий курган. Было оно страшно запущено, заброшено людьми. Ходили сюда редко. Мы шли, чуть ли не наступая на какие-то древние каменные плиты. Кто под ними лежал? Полустертые надписи, нечитаемые даты. Господи, кто это, кто? Мне было жутко, и я старалась, как могла, обходить их стороной. <…> Покосившийся крест, каменная плита с глубокой трещиной. И крошечный букет увядших полевых цветов. Вот и все, что заслужил писатель Александр Грин…»
27 сентября 1970 года в Киеве скончалась вдова писателя — Нина Николаевна Грин. Из-за прямого запрета властей, не позволивших её захоронение рядом с мужем, она была похоронена в пятидесяти метрах от могилы Грина. Однако назначенные ею в завещании душеприказчики — киевляне Юлия Первова и Александр Верхман — сумели тайно перезахоронить Нину Николаевну год спустя, в ночь на 23 октября 1971 года.

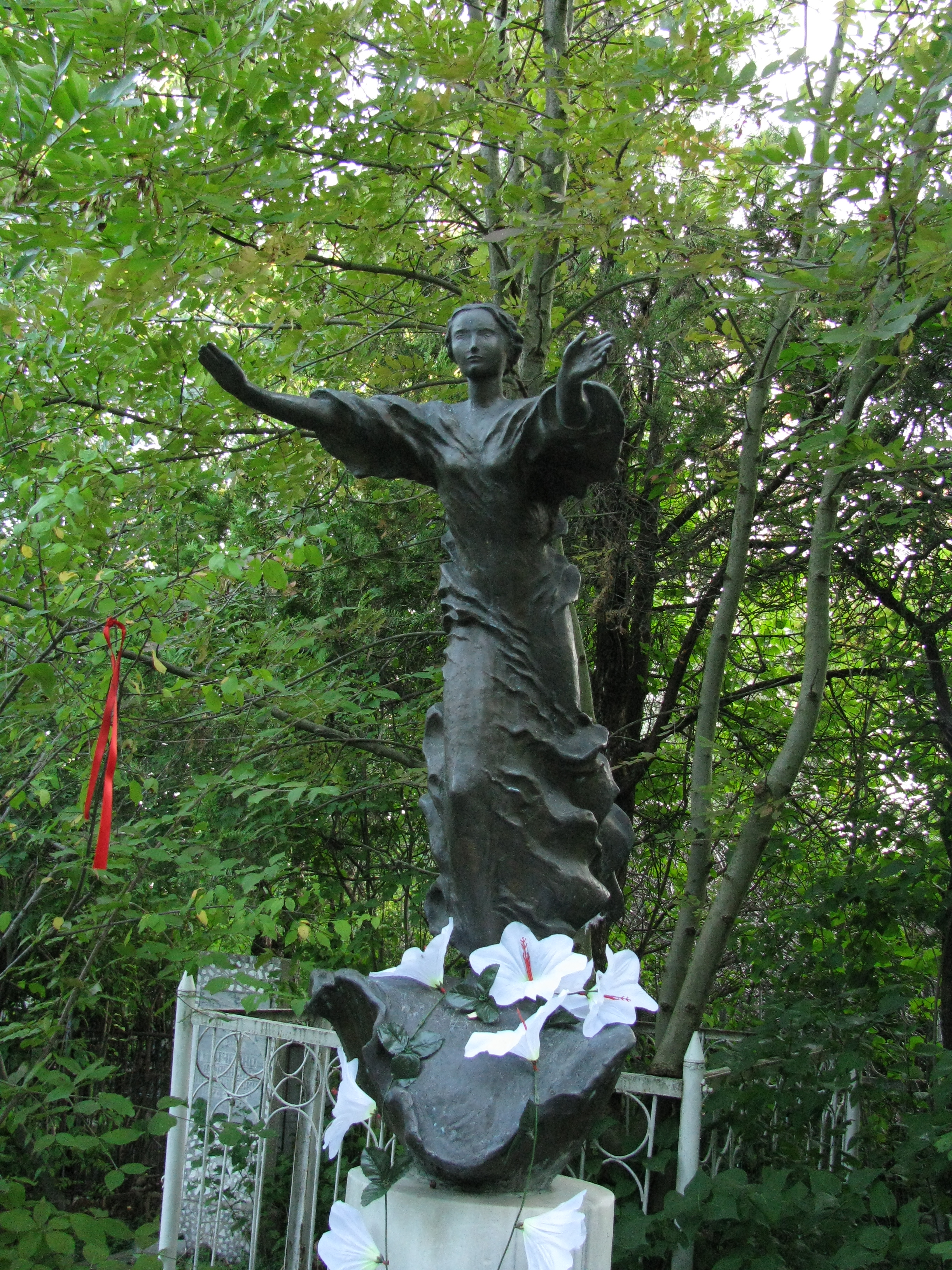
Могила А. С. Грина

Установленный в 1980 году памятник на могиле Александра Грина создан скульптором Татьяной Гагариной и архитектором И. Лохановым.
Рядом с захоронением Грина возник литературный некрополь: в 1964 году здесь похоронили писателя Вадима Охотникова, в 1971 году — жившего в Старом Крыму поэта Григория Петникова.
Справа от тропинки, ведущей к могиле A. C. Грина, похоронен изобретатель русской стенографии Зенон Иосифович Сапонько (1880—1960).
В глубине кладбища похоронены умершие в Москве супруги кинематографист Алексей Каплер (†1979) и поэт Юлия Друнина (†1991).
В 1985 году на дальнем участке похоронена Ксения Виссарионовна Токарева — многолетняя служительница старокрымскому источнику Св. Пантелеймона.
Могила первого мужа Анастасии Цветаевой — Бориса Трухачёва, умершего в 1919 году, считается утраченной.

## Известные захоронения

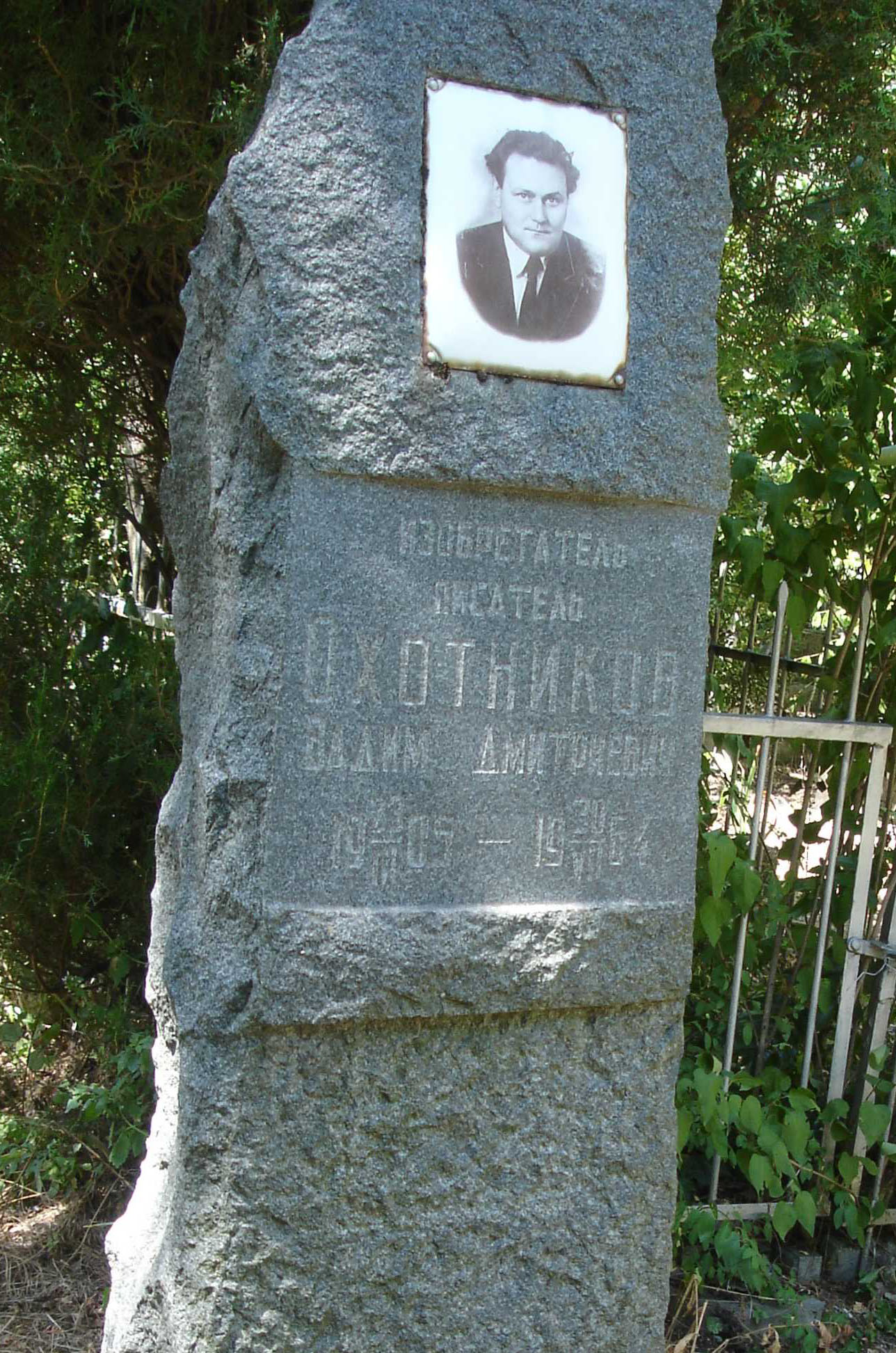

См. категорию Похороненные в Старом Крыму
- Юлия Владимировна Друнина (1924—1991) — советская поэтесса. Секретарь СП СССР и СП РСФСР. Народный депутат СССР.
- Алексей Яковлевич Каплер (1903—1979) — советский кинодраматург, в 1966—1972 годах телеведущий программы «Кинопанорама»
- Вадим Дмитриевич Охотников (1905—1964) — советский писатель-фантаст, член Союза писателей СССР, инженер-изобретатель, Заслуженный деятель науки и техники. Муж детской писательницы Валентины Осеевой.
- Григорий Николаевич Петников (1894—1971) — русский поэт, переводчик, издатель. Член СП СССР.